# Zianón Pazniak
Zianón Stanislávavich Pazniak (en bielorruso: Зянон Станіслававіч Пазьняк) o Zenón Stanislávovich Pozniak (en ruso: Зено́н Станисла́вович Позня́к) es un político, arqueólogo y escritor bielorruso, y uno de los fundadores del Partido del Frente Popular de Bielorrusia.

## Biografía
Nació el 24 de abril de 1944 en la localidad de Subótniki en la vóblast de Baránavichi (actual Provincia de Grodno), en la RSS de Bielorrusia. Allí mismo terminó la escuela media.
En 1967 se graduó del Instituto Estatal Bielorruso de Teatro y Arte. Después de haber terminado los estudios de postgraduación en el Instituto de Etnografía, Ciencias del Arte y Folklore en la Academia Nacional de Ciencias, trabajó en este lugar como colaborador científico de historia. Fue despedido del cargo por motivos políticos.
Luego se puso a estudiar arqueología e historia del periodo medieval en las tierras bielorrusas. Zianón Pazniak hizo numerosas excavaciones en Minsk y otras ciudades y pueblos bielorrusos.
En 1988, vertió luz sobre las ejecuciones de miles de víctimas del régimen soviético enterradas en Kurapaty (actualmente un memorial a los muertos de los años 1930-1940).
También fundó el partido Partido del Frente Popular de Bielorrusia que se dividió en dos partidos en los años 1990 por las discordancias entre sus miembros.

### Actividad política en los años 1990
Participó en las elecciones presidenciales de 1994 aunque no logró ser electo. 
Dicen que la derrota fue por una parte a causa de estafas durante la votación, y por otra parte a que los electores (al menos la mitad de ellos) no aceptaron el programa de Pazniak.
En 1996, después de los acontecimientos políticos en Bielorrusia (la prueba de crear la unión política entre Bielorrusia y Rusia por parte de Moscú) Zianón Pazniak se vio obligado a dejar su patria y pedir asilo político en los Estados Unidos.

### Actividad posterior
Es uno de los firmantes de la Declaración de Praga sobre Conciencia Europea y Comunismo. En 2018, el Consejo de la República Popular Bielorrusa en el Exilio le otorgó la Medalla del Centenario de la República Democrática de Bielorrusia.

### Actualidad
Ahora Zianón Pazniak vive en Polonia. Escribe artículos, se ocupa de política y de tiempo en tiempo toma parte en talleres donde se encuentra con estudiantes, etc.
- Datos: Q724655
- Multimedia: Zianon Pazniak / Q724655